# Clarence (film 1922)
Clarence è un film muto del 1922 diretto da William C. deMille. Presentato in prima il 15 ottobre 1922 e distribuito dalla Paramount e dalla Famous Players-Lasky Corporation, che lo aveva anche prodotto, il film era interpretato da Wallace Reid e da Agnes Ayres. Fu uno degli ultimi film di Reid che morì qualche tempo dopo, nel gennaio del 1923, tre mesi dopo l'uscita del film nelle sale.
Il soggetto è tratto da Clarence, una commedia di Booth Tarkington che andò in scena a Broadway il 20 settembre 1919 con protagonista Alfred Lunt.

## Trama
Il signor Wheeler assume Clarence, un ex soldato, per fare dei lavoretti in casa. Il nuovo venuto si innamora presto di Violet Pinney, la governante che la signora Wheeler sospetta essere oggetto delle attenzioni del marito.
Quando Clarence e Violet impediscono la fuga della figlia Cora che vuole scappare con i soldi e con Stem, il segretario, questi trova un ritaglio di giornale con la foto di Charles Smith, un disertore. Lo mostra a Wheeler, facendogli notare la somiglianza con Clarence e insistendo a dire che sono la stessa persona. Wheeler è incline a credergli, anche perché ha notato gli sguardi ammirati di sua moglie per il nuovo lavorante.
A casa Wheeler arriva però una lettera che rivela che Clarence è un professore universitario in procinto di riavere il suo posto. Violet lascia con lui la casa e accetta la sua proposta di matrimonio, mentre gli stravaganti componenti della famiglia Wheeler si riconciliano tra di loro.

## Produzione
La Famous Players-Lasky Corporation produsse il film nel 1922 che venne girato nel luglio 1922 fino ai primi di agosto. La storia è tratta da una commedia di Booth Tarkington che venne adattata per lo schermo in altre versioni cinematografiche, quali Clarence, film diretto da George Archainbaud.

## Distribuzione

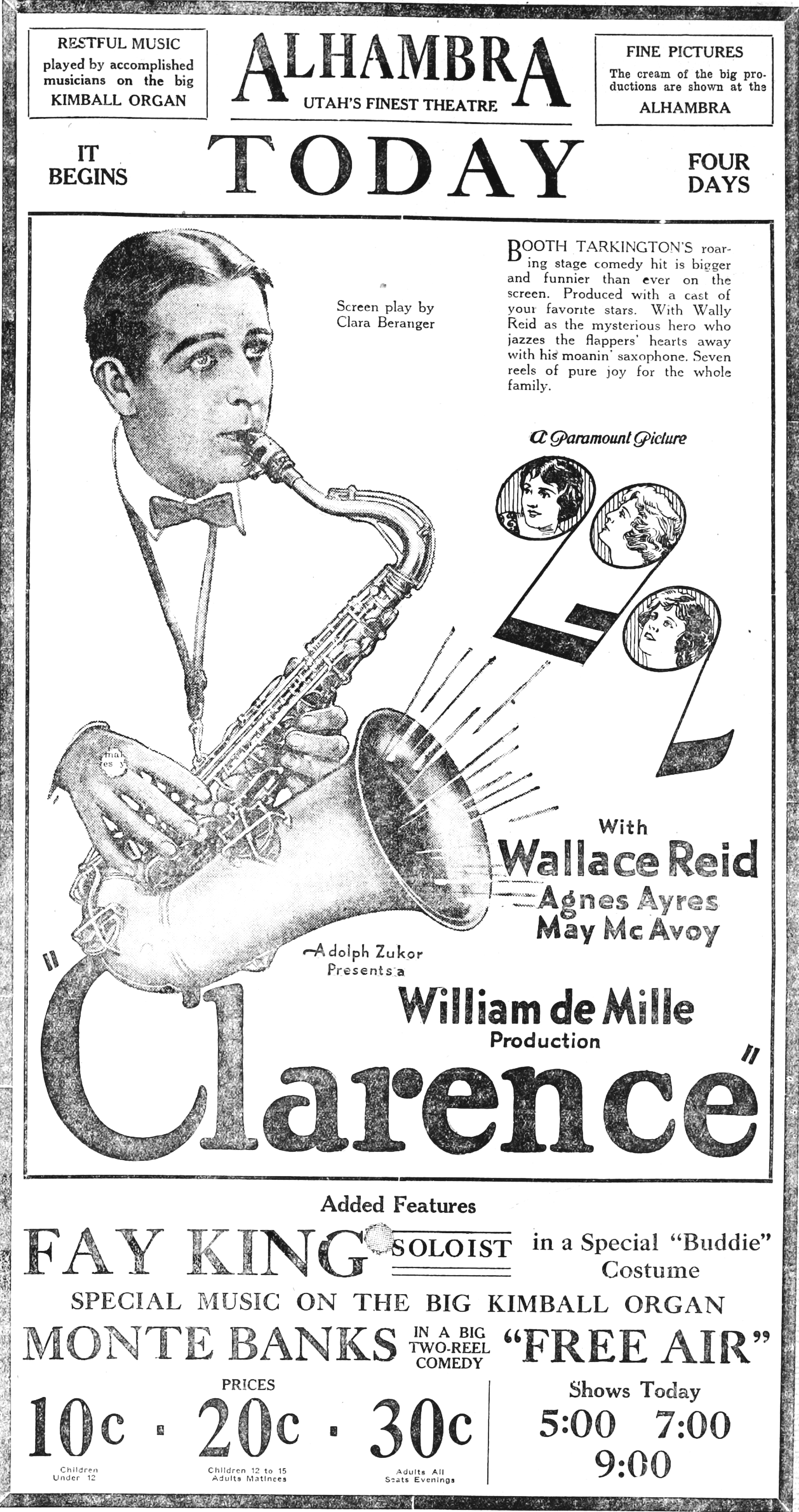
Pubblicità del film (26 novembre 1922)

Il copyright del film, richiesto dalla Famous Players-Lasky Corp., fu registrato il 14 ottobre 1922 con il numero LP18328.
Distribuito dalla Paramount e dalla Famous Players-Lasky Corporation, il film uscì nelle sale statunitensi il 19 novembre 1922 dopo essere stato presentato in prima a New York il 15 ottobre 1922. In Finlandia, il film fu distribuito il 21 dicembre 1925. In Francia, prese il titolo L'Accordeur, in Spagna quello di Un buen ingeniero.
Non si conoscono copie ancora esistenti della pellicola che viene considerata presumibilmente perduta.